# Liste der argentinischen Botschafter beim Heiligen Stuhl
| Ernannt / Akkreditiert | Name                                          | Bemerkungen     | ernannt während der Regierung von | akkreditiert bei           | Posten verlassen |
| ---------------------- | --------------------------------------------- | --------------- | --------------------------------- | -------------------------- | ---------------- |
| 1857                   | Juan Bautista Alberdi                         | Gesandter       | Justo José de Urquiza             | Pius IX.                   | 1858             |
| 1859                   | Juan del Campillo                             | Gesandter       | Justo José de Urquiza             | Pius IX.                   | 1860             |
| 1860                   | keine diplomatische Vertretung                |                 | Santiago Derqui                   | Pius IX.                   | 1899             |
| 1899                   | Carlos Calvo                                  | Gesandter       | Manuel Quintana                   | Pius X.                    | 1905             |
| 1905                   | Alberto Blancas                               | Gesandter       | Manuel Quintana                   | Pius X.                    | 1905             |
| 1905                   | Alberto Blancas                               | Geschäftsträger | Manuel Quintana                   | Pius X.                    | 1905             |
| 1911                   | Ángel de Estrada                              | Gesandter       | Roque Sáenz Peña                  | Pius X.                    | 1914             |
| 1914                   | Daniele Garcia Mansilla                       | Gesandter       | Victorino de la Plaza             | Benedikt XV.               | 1927             |
| 1928                   | Alberto Blancas                               | Botschafter     | Hipólito Yrigoyen                 | Pius XI.                   | 1931             |
| 1931                   | Carlo de Estrada                              | Botschafter     | José Félix Uriburu                | Pius XI.                   | 1939             |
| 1939                   | Enrique Ruiz Guiñazú                          | Botschafter     | Roberto María Ortiz               | Pius XII.                  | 1941             |
| 1941                   | Giuseppe Emanuele Llobet                      | Botschafter     | Roberto María Ortiz               | Pius XII.                  | 1943             |
| 1943                   | Jorge Max Rohde                               | Geschäftsträger | Pedro Pablo Ramírez               | Pius XII.                  | 1943             |
| 1943                   | Carlo Brebbia                                 | Botschafter     | Pedro Pablo Ramírez               | Pius XII.                  | 1945             |
| 1945                   | Luigi Castiñeiras                             | Botschafter     | Edelmiro Julián Farrell           | Pius XII.                  | 1946             |
| 1946                   | Conrado Traverso                              | Botschafter     | Juan Perón                        | Pius XII.                  | 1947             |
| 1948                   | Nicolás C. Accame                             | Botschafter     | Juan Perón                        | Pius XII.                  | 1949             |
| 1949                   | Massimo Etchecopar                            | Botschafter     | Juan Perón                        | Pius XII.                  | 1951             |
| 1951                   | Martín S. de Alzaga                           | Geschäftsträger | Juan Perón                        | Pius XII.                  | 1952             |
| 1952                   | Carlo Maria Oliva Vélez                       | Botschafter     | Juan Perón                        | Pius XII.                  | 1955             |
| 1955                   | Jacinto Eustaquio Tiburcio Sánchez Santamaría | Geschäftsträger | Juan Perón                        | Pius XII.                  | 1955             |
| 1956                   | Manuel Rio                                    | Botschafter     | Eduardo Lonardi                   | Pius XII.                  | 1958             |
| 1958                   | Santiago De Estrada                           | Botschafter     | Arturo Frondizi                   | Johannes XXIII.            | 1962             |
| 1962                   | Luis Roque Gondra                             | Botschafter     | José María Guido                  | Johannes XXIII.            | 1964             |
| 1964                   | Belisario Moreno Hueyo                        | Botschafter     | Arturo Umberto Illia              | Paul VI.                   | 1966             |
| 1966                   | Pedro José Frías                              | Botschafter     | Juan Carlos Onganía               | Paul VI.                   | 1970             |
| 1970                   | Santiago de Estrada                           | Botschafter     | Roberto Marcelo Levingston        | Paul VI.                   | 1973             |
| 1973                   | Osvaldo Marcial Brana                         | Geschäftsträger | Héctor José Cámpora               | Paul VI.                   | 1974             |
| 1974                   | Ricardo César Guardo                          | Botschafter     | Isabel Martínez de Perón          | Paul VI.                   | 1976             |
| 1976                   | Rubén Víctor Manuel Blanco                    | Botschafter     | Jorge Rafael Videla               | Paul VI.                   | 1981             |
| 1981                   | José María Alvarez de Toledo                  | Botschafter     | Roberto Eduardo Viola             | Johannes Paul II.          | 1984             |
| 1984                   | Santiago Manuel de Estrada                    | Botschafter     | Raúl Alfonsín                     | Johannes Paul II.          | 1989             |
| 1989                   | Juan Carlos Katzenstein                       | Botschafter     | Carlos Menem                      | Johannes Paul II.          | 1991             |
| 1991                   | Carlos Arturo Francisco Spinosa               | Geschäftsträger | Carlos Menem                      | Johannes Paul II.          | 1992             |
| 1992                   | Francisco Eduardo Trusso                      | Botschafter     | Carlos Menem                      | Johannes Paul II.          | 1997             |
| 1997                   | Esteban Juan Caselli                          | Botschafter     | Carlos Menem                      | Johannes Paul II.          | 1999             |
| 2000                   | Vicente Espeche Gil                           | Botschafter     | Fernando de la Rúa                | Johannes Paul II.          | 2004             |
| 2004                   | Carlos Luis Custer                            | Botschafter     | Néstor Kirchner                   | Johannes Paul II.          | 2008             |
| 2008                   | Juan Pablo Cafiero                            | Botschafter     | Cristina Fernández de Kirchner    | Benedikt XVI.              | 2014             |
| 2014                   | Eduardo Valdés                                | Botschafter     | Cristina Fernández de Kirchner    | Benedikt XVI. / Franziskus | 2015             |
| 2015                   | Rogelio Pfirter                               | Botschafter     | Mauricio Macri                    | Franziskus                 | 2019             |
| 2020                   | María Fernanda Silva                          | Botschafterin   | Alberto Ángel Fernández           | Franziskus                 | 2024             |
| 2024                   | Luis Pablo Beltramino                         | Botschafter     | Javier Milei                      | Franziskus                 |                  |

## Weblink
- Martin Wolters: Das beim Hl. Stuhl akkreditierte Diplomatische Korps In: Die Apostolische Nachfolge